# Histoire de la soie
L'histoire de la soie semble débuter, selon les découvertes récentes, en Chine entre 3000 et 2000 ans av. J.-C. (le plus vieux fragment de soie découvert en Chine datant de 2570 av. J.-C.). Elle se serait poursuivie ensuite avec trois millénaires d’exclusivité durant lesquels la Chine aurait fait commerce de ce tissu précieux sans jamais en transmettre le secret. L’art de fabriquer la soie se serait ensuite progressivement transmis aux autres civilisations par le biais d'espions de tous genres (moines, princesses…), de pillards et de marchands.
Cependant, des découvertes récentes dans la Vallée de l'Indus (à Harappa et à Chanhu Daro), entre l'Inde et le Pakistan actuels, laissent à penser que la civilisation qui y vivait (2800 à 1900 av. J.-C.) connaissait et maîtrisait déjà l'usage de la soie.
Arrivée en Europe occidentale à la fin du Moyen Âge, la production de soie parvient au stade de l'industrialisation à partir du XIXe siècle. Puis, elle connaît un grave déclin lié à l’essor rapide de la fabrication dans certains pays d’Asie et aux épidémies qui touchent les vers à soie en France. Elle est finalement redevenue une production essentiellement asiatique.

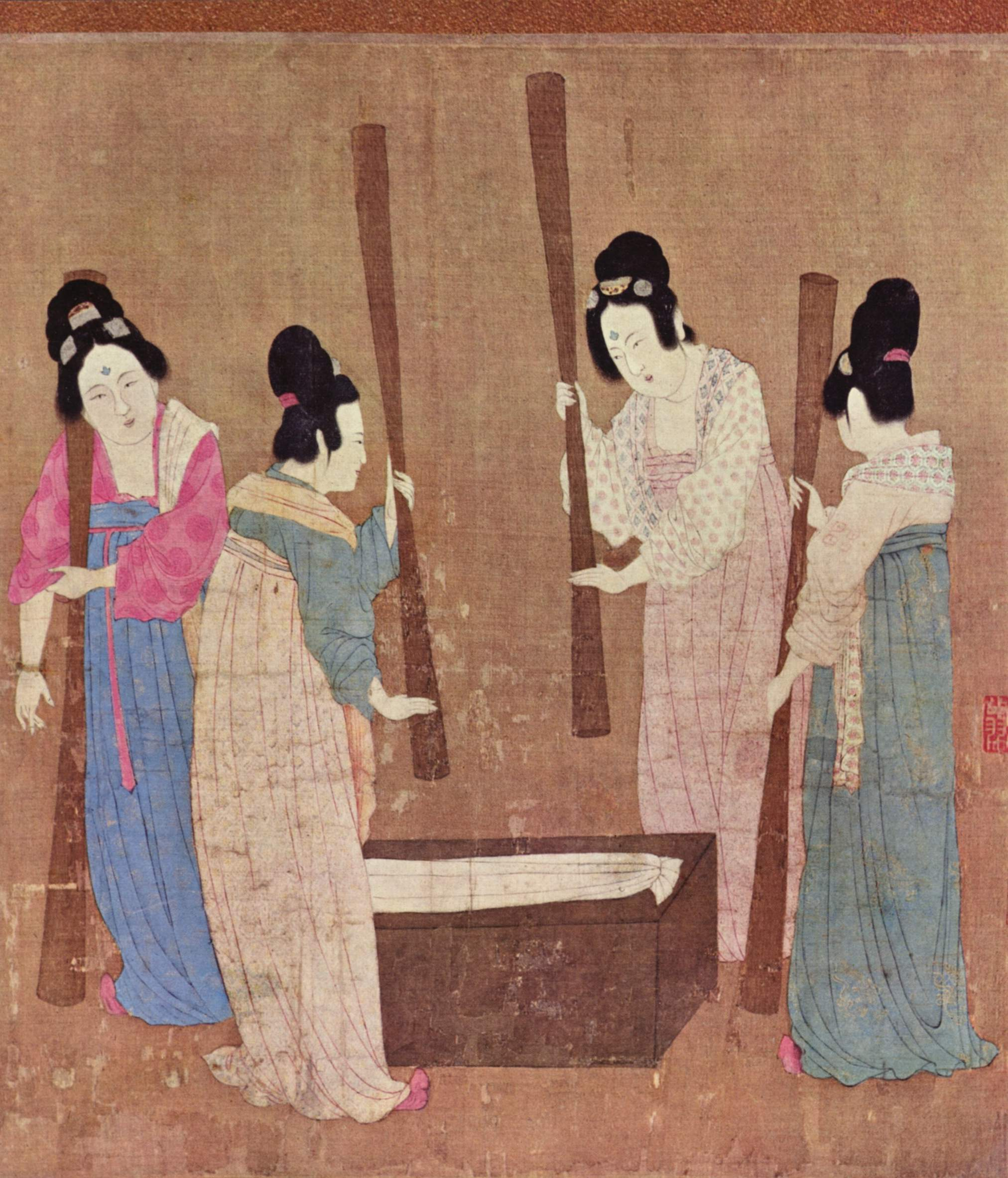
« Battage » de la Soie (Chine, XIIe siècle).

## Mythes et légendes de l’origine de la soie

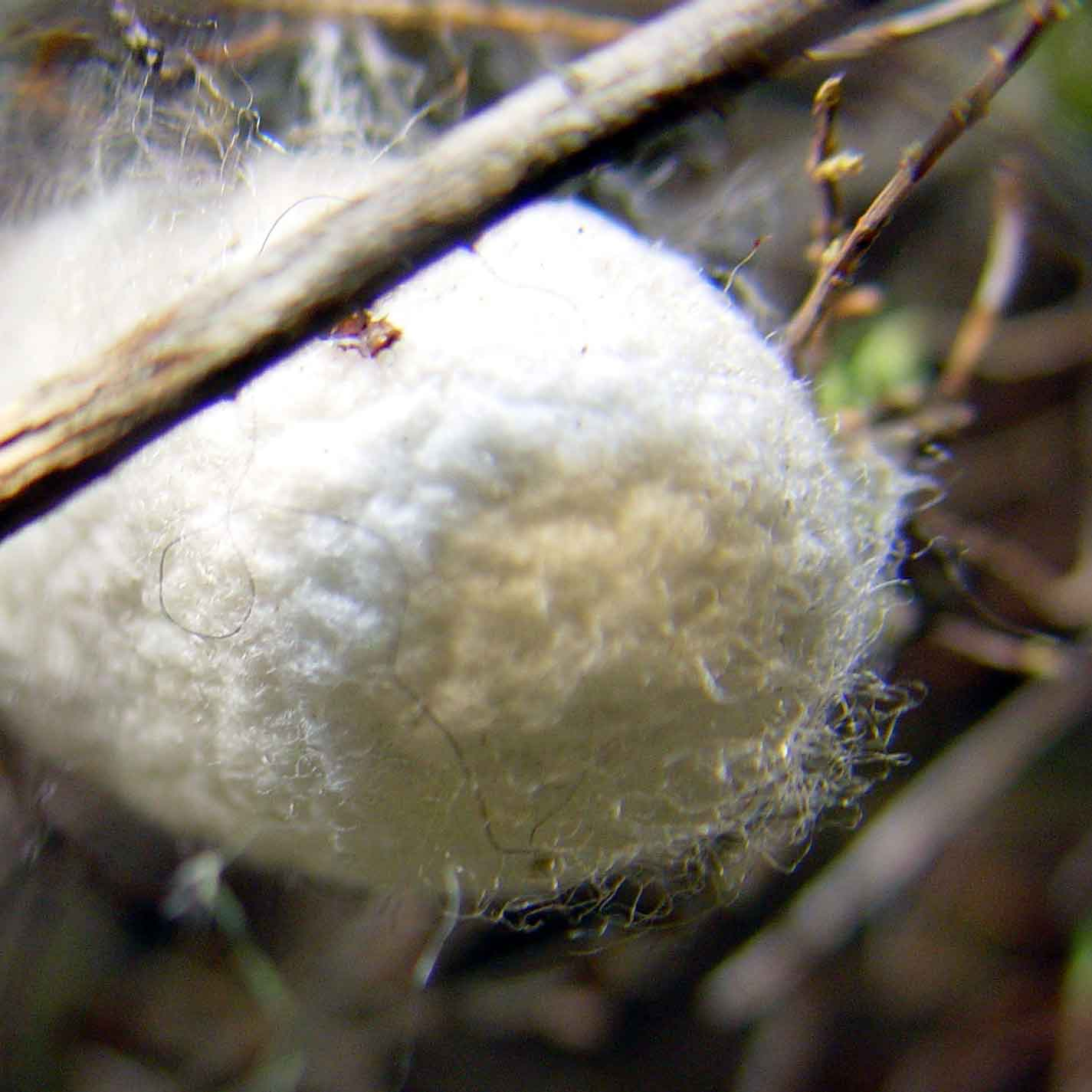
Le cocon d'où est tiré le fil de soie.

La soie resta si longtemps un mystère que les nombreuses civilisations qui la découvrirent, notamment grâce aux routes de la soie qui parcourent l'Eurasie, inventèrent maintes légendes à son propos.
Les légendes persanes[réf. nécessaire] rendent compte de l'apparition du premier couple de vers à soie, éclos sur le corps de Job, alors attaqué par la vermine.
Par ailleurs, les écrits de Confucius et la tradition chinoise racontent qu'au XXVIIe siècle av. J.-C. un cocon de ver à soie serait tombé dans la tasse de thé de l’impératrice Leizu. Voulant l'extraire de sa boisson, la jeune fille de quatorze ans aurait commencé à dérouler le fil du cocon. Elle aurait alors eu l’idée de le tisser. Ayant ensuite observé la vie du bombyx du mûrier sur recommandation de son mari, l'Empereur Jaune Huangdi, elle aurait commencé à enseigner à son entourage l'art de son élevage, la sériciculture. Depuis, la jeune femme reste dans la mythologie chinoise comme déesse de la soie.
La soie aurait ensuite quitté la Chine vers l'Inde dans la chevelure d’une princesse promise à un prince de Khotan[réf. nécessaire]. Cette dernière, refusant de se priver de l’étoffe qu'elle adorait, aurait enfreint l'interdiction impériale d’exportation de vers à soie.
Si la soie est rapidement exportée vers des pays étrangers, la sériciculture demeure un secret soigneusement conservé par les Chinois. Les autres peuples inventent alors diverses origines à ce tissu merveilleux. Ainsi, plus tard dans l’Antiquité, les Romains, grands admirateurs du tissu, restaient persuadés que les Chinois récupéraient le fil sur les feuilles des arbres. C’est par exemple ce qu’affirmait Pline l'Ancien dans son Histoire naturelle ou Virgile dans les Georgiques.

## L'exclusivité chinoise

### Apparition de la soie
Il n’est pas possible de dater précisément l’apparition de ce tissu. Le plus vieux fragment de soie découvert en Chine date de -2570. D'autres fragments ont été retrouvés dans les tombes royales de la dynastie des Shang qui régnèrent du XVIIe – XIe siècles av. J.-C..
L'exclusivité chinoise de l'usage de la soie semble cependant toute relative. En effet, des découvertes récentes dans la Vallée de l'Indus (à Harappa et à Chanhu daro), entre l'Inde et le Pakistan actuels, laissent à penser que la civilisation qui y vivait (2800 à 1900 av. J.-C.) connaissait et maîtrisait déjà l'usage de la soie.
En Chine, l’usage quotidien de la soie ne semble réellement prendre son essor que sous la dynastie des Han, c’est-à-dire deux siècles avant notre ère. À cette époque, la Chine a déjà perdu son secret puisque les Coréens, les Japonais, et plus tard les Indiens, parvinrent à le découvrir. Des allusions au tissu dans l'Ancien Testament montrent qu’il était connu dans l'Ouest de l'Asie aux temps bibliques. Les spécialistes pensent que dès le IIe siècle av. J.-C., les Chinois avaient mis en place un réseau commercial visant à exporter la soie vers l'Occident. Elle était par exemple utilisée par la cour de Perse et son roi Darius III lorsqu'Alexandre le Grand fit la conquête de cet empire. Bien que la soie fût diffusée rapidement à travers l'Eurasie, sa production resta pendant trois millénaires l'exclusivité de la Chine (avec l'exception du Japon).

### Usage de la soie dans la Chine antique et médiévale
En Chine, pays qui concentre l’essentiel de l’usage et de la production, la culture du mûrier et l’élevage des vers à soie sont initialement destinés aux femmes. Des milliers d’entre elles s’y dédient. Bien que certains voient dans le développement du produit un luxe inutile, la soie suscite un réel engouement dans la haute société si bien que le Liji en réglemente l'usage vis-à-vis du protocole impérial. Les paysans n’eurent pas le droit de porter de la soie avant plusieurs siècles et la dynastie des Qing (1644-1911).

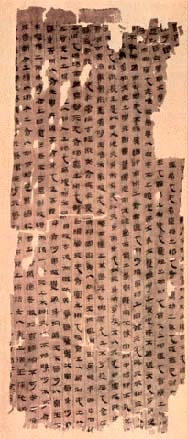
Manuscrit taoïste sur soie retrouvé dans une tombe à Mawangdui.

Le port de la soie devient exclusif à la famille impériale et aux plus hauts dignitaires pour environ un millénaire. Puis, progressivement, il s'étend à d'autres classes de la société chinoise. En plus d'être porté, le tissu est souvent destiné à des fins décoratives. Il est, de plus, assez rapidement utilisé dans une optique économique : dans certains instruments de musique, la pêche ou encore les arcs.
Le papier fut certainement l'une des grandes découvertes de la Chine. Dès le IIIe siècle av. J.-C., on fabrique en Asie des papiers à toute petite échelle avec les matériaux les plus divers. Le papier à écorce de mûriers daterait du IIe siècle av. J.-C. La soie, le bambou, le lin, la paille de riz ou de blé furent employés indifféremment. Le papier élaboré avec la soie devient ainsi le premier papier de luxe. On a retrouvé dans la tombe d’une marquise morte vers 168, à Mawangdui (Hunan), des preuves de l'écriture sur soie dès cette époque (voir ci-contre). Le matériau était certes plus onéreux, mais aussi plus pratique que le bambou. Nous avons ainsi découvert des traités portant sur de nombreuses sciences (météorologie, médecine, astrologie, divination…) ou même des cartes géographiques dont le support était la soie.

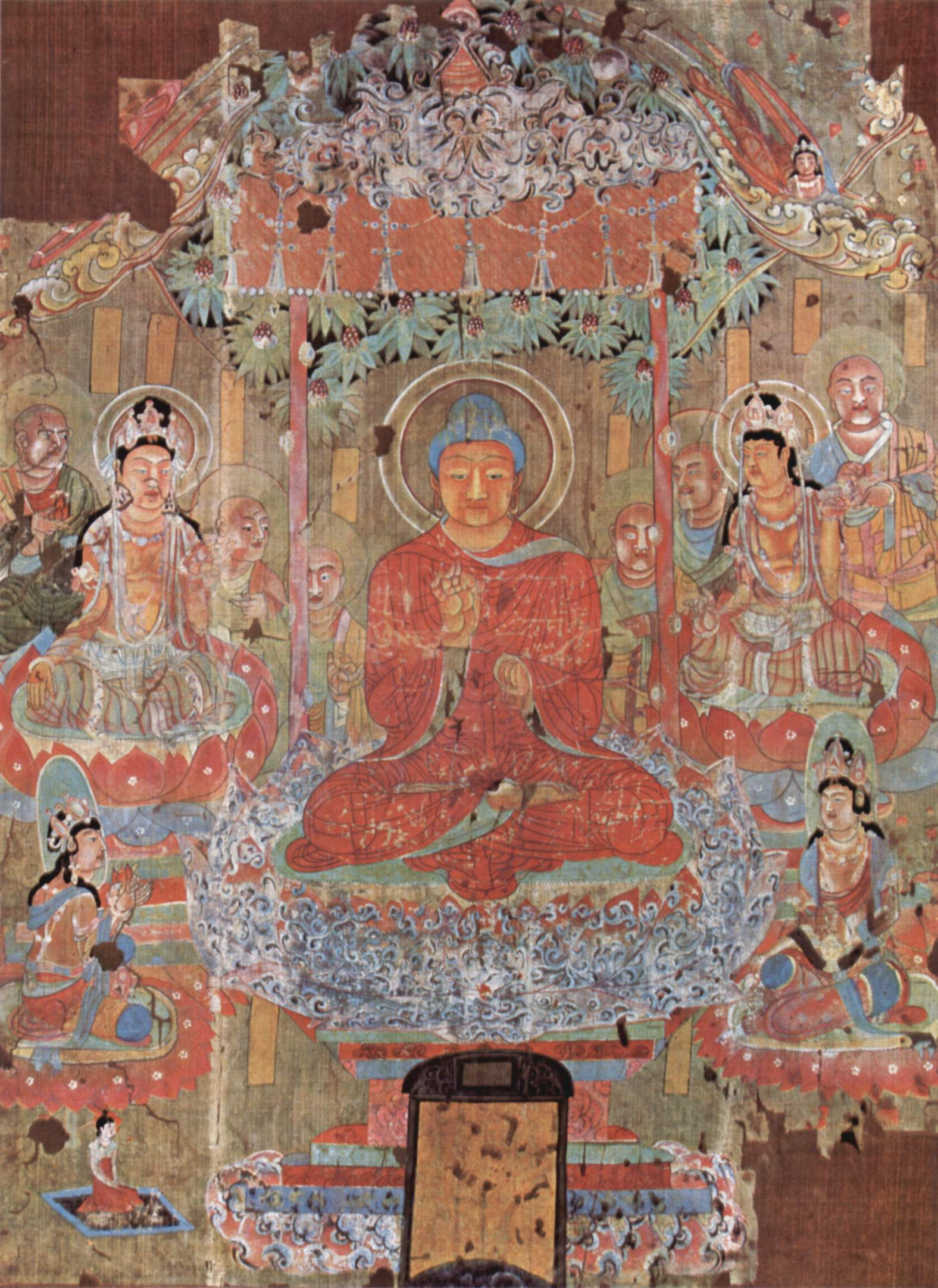
Peinture sur soie chinoise du VIIIe siècle.

Durant la dynastie des Han, la soie devient progressivement une valeur de luxe pour elle-même et non plus un simple matériau. On l'utilise comme monnaie pour payer les fonctionnaires et récompenser les citoyens particulièrement méritants. Au même titre qu’on estime parfois le prix des produits selon un certain poids en or, la longueur de tissu devient un étalon monétaire en Chine. L'usage de la soie devient si important que « soie » (纟) constitua bientôt une des principales « clés » de l'alphabet chinois (230 des 5 000 caractères les plus fréquents l’utilisent).
La richesse qu'apporte la soie à la Chine attise la convoitise des peuples voisins. À partir du IIe siècle av. J.-C., les Xiongnu, ancêtres des Huns, pillent régulièrement, et pendant environ deux siècles et demi, les provinces de l'empire des Han. La soie est alors souvent offerte par l'empereur à ces peuplades en échange de la paix. Pendant plus d'un millénaire, la soie reste le principal cadeau diplomatique de l'empereur de Chine à ses voisins ou à ses vassaux.
De façon générale, l’usage de la soie répond longtemps en Chine à un code très précis. Les empereurs Tang imposent par exemple aux mandarins l'usage d'une couleur particulière selon leurs différentes fonctions dans la société. Sous les Ming, la soie se décline dans toute une série d'accessoires : mouchoirs, porte-monnaie, ceintures ou encore port d'un morceau d'étoffe brodé renvoyant à l’un des douze animaux réels ou fabuleux. Ces accessoires de mode restent souvent associés à une position particulière ; il y a un bonnet pour le guerrier, un pour le juge, un pour les nobles, d'autres à usage religieux. Les femmes de la haute société chinoise respectent elles aussi des pratiques codifiées et font un usage très important de la soie dans leurs vêtements auxquels s’ajoutent d’innombrables motifs. On en a retrouvé des descriptions, comme dans le roman Jin Ping Mei dont l'intrigue est située au XIIe siècle :

« Lotus d’or avait une jaquette ouatée de soie de Shandong, à double rabat, ornée d’oies sauvages picorant au milieu des fleurs et des roseaux ; elle était à col droit de satin blanc avec bordure de fleurs, se fermant par des boutons en forme d’abeilles d’or sur chrysanthèmes. »

### La soie chinoise et son commerce
C'est sur l'île de Cos que l'art de façonner la soie a été inventée d'abord, et d’après Aristote, on en donne l'honneur à Pamphile, fille de Platès. Cette découverte ne fut pas longtemps inconnue aux Romains. On leur apportait la soie de Sérica [de Chine] qui était le lieu où on trouvait les vers qui la produisent. Mais ils étaient si éloignés de tirer avantage de cette découverte, qu'on ne put pas venir à bout de leur faire croire qu'un fil si beau était l'ouvrage d'un ver, et qu'ils formaient là-dessus mille conjectures chimériques. La soie est rapidement devenue une matière de luxe appréciée des pays étrangers comme l'attestent de nombreuses découvertes. Son commerce est largement antérieur à l'ouverture officielle des routes de la soie par les Chinois. Antériorité attestée par la découverte dans la Vallée des rois d'une momie égyptienne datée de 1070 av. J.-C. et accompagnée de soie.
Les Grecs puis les Romains commencent à parler des Seres (« soyeux ») à partir du IVe siècle av. J.-C. pour désigner les habitants d’un royaume lointain, la Chine. D’après certains historiens, le premier contact des Romains avec la soie fut celui des légions du gouverneur de Syrie, Licinius Crassus. À la bataille de Carrhes, près de l'Euphrate, les légionnaires furent si surpris par la brillance des bannières de l’armée parthe qu’ils prirent la fuite.

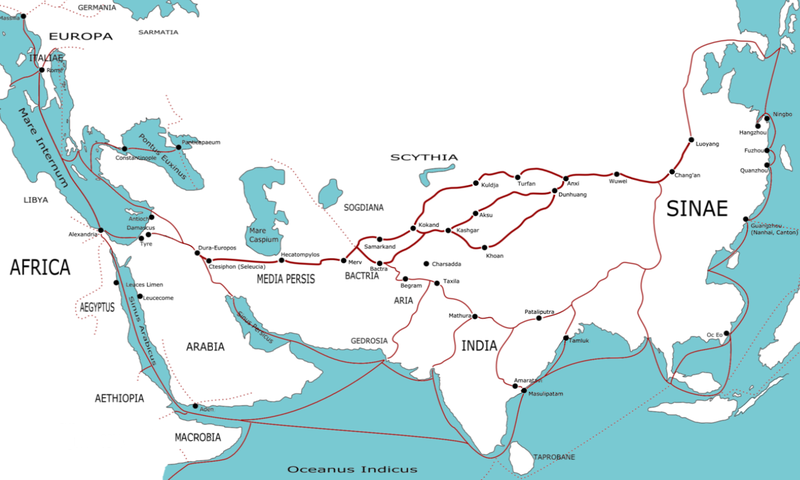
Les principales routes de la soie entre 500 av. J.-C. et 500 ap. J.-C. (en latin)

La route de la soie vers l’Ouest est ouverte par les Chinois à partir du IIe siècle. La principale part de Pékin pour passer au Sud ou au Nord du désert du Taklamakan, l’un des plus arides du monde, avant de traverser le Pamir. Les caravanes qui empruntent cette voie pour échanger la soie contre d’autres marchandises sont généralement importantes, incluant de 100 à 500 personnes et des chameaux et yaks portant environ 140 kilogrammes de marchandises. Elles rejoignaient Antioche et les côtes de la Méditerranée au bout d’une année. Au Sud, une route secondaire passait par le Yunnan, la Birmanie, puis l'Inde avant de rejoindre celle du Nord.
Peu après la conquête de l'Égypte en 30 av. J.-C., se met en place un commerce régulier entre les Romains et l’Asie, marqué par l’appétit des Romains pour ce tissu venu d’Extrême-Orient qu’est la soie que leur revendent les Parthes. Cet appétit est si important que le sénat romain décide, en vain, de prohiber le port de la soie, autant pour des raisons économiques que morales. L’importation de la soie chinoise provoque d’importantes sorties d’or vers l’étranger, tandis que les vêtements en soie étaient perçus comme un signe de décadence et d’immoralité.

« Je peux voir des vêtements de soie, si des tissus qui ne couvrent pas le corps, ni même la décence d’un homme, peuvent être appelés vêtements… De misérables bourres de servantes faites de sorte que l'évidence de l’adultère transparaisse à travers cette fine robe, que son mari ne connaisse pas mieux qu’un étranger le corps de son épouse. »

— Sénèque le Jeune
Cette critique n’empêche pas la soie de s’imposer à Rome. Vers 380, Ammien Marcellin nous rapporte que « l’usage de la soie, qui était jusqu’alors réservé à la noblesse, s’est étendu à toutes les classes sans distinction, même les plus humbles ».
Durant les grandes invasions, la soie se propage aussi aux peuplades « barbares ». À titre d’exemple, le roi wisigoth Alaric Ier arrive à Rome en 408 et exige environ 4 000 tuniques en soie parmi le tribut d’or et d’argent qui permet à la ville d’être épargnée.

## Diffusion de la production

### De la Chine vers l'Italie

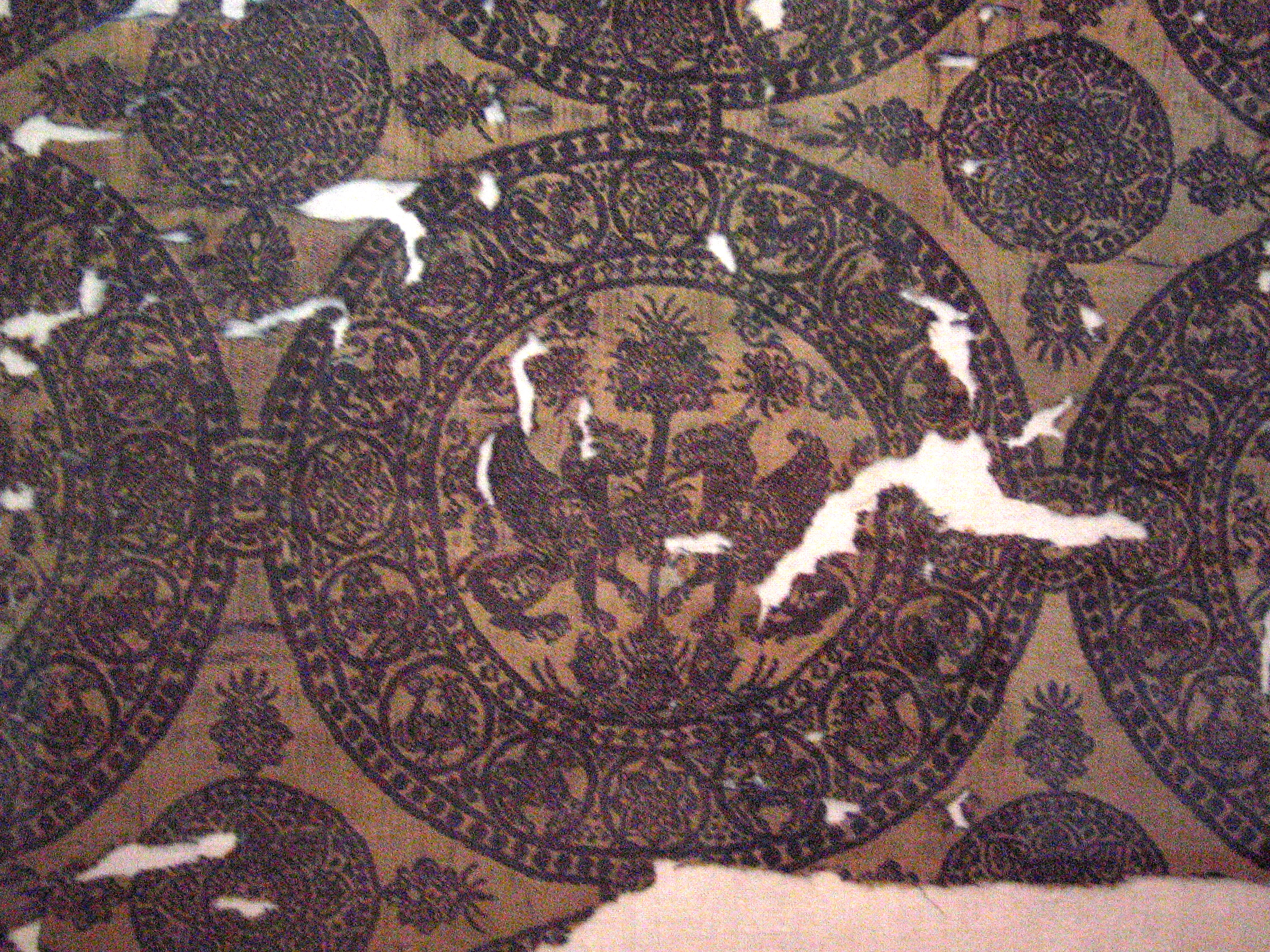
Tissu de soie double face d'inspiration Sassanide (lion ailé et arbre de vie) du début de la période Islamique en Iran (Rey).
Conservé au Musée national d'Iran.

Bien que la soie fût connue dans certaines régions d'Europe et dans la plus grande partie de l'Asie, la Chine en conserve le quasi-monopole de la production. Celui-ci est défendu par une loi impériale condamnant à mort toute personne tentant d’exporter des vers à soie ou des œufs. Seule une expédition japonaise réussit vers 300 av. J.-C. à ramener du continent quelques œufs et quatre jeunes Chinoises qui devaient enseigner aux Japonaises l'art de la sériciculture. La sériciculture et ses techniques sont ultérieurement plus largement introduites au Japon à l'occasion d'échanges diplomatiques fréquents entre le VIIe et le VIIIe siècle.
Dès le IVe siècle av. J.-C. la soie est diffusée vers l'Ouest par les marchands qui l’échangent contre de l'or, de l'ivoire, des chevaux ou des pierres précieuses. Jusqu’aux frontières de l'Empire romain, la soie devient un étalon monétaire servant à estimer les valeurs des différents produits. La Grèce hellénistique apprécie hautement les productions chinoises et cherche à implanter mûriers et vers à soie dans le bassin méditerranéen. La Perse sassanide contrôle quant à elle le commerce des soieries vers l'Europe et Byzance.
La soie importée est retravaillée au sein de l'Empire romain, notamment à Palmyre, et ce de manière libre jusqu'au IVe siècle. Par la suite l'importation, le travail et la distribution de la soie sont strictement réglementées par le pouvoir romain.

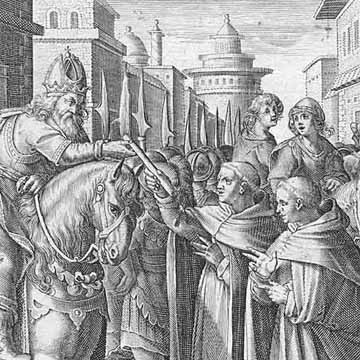
Les deux moines envoyés par Justinien remettent leur trésor à l'empereur.

En 531 l'empereur byzantin Justinien tente d'obtenir du royaume d'Aksoum qu'il accapare toutes les cargaisons de soie avant que les Perses Sassanides ne les achète mais cela échoue.
Ce n'est qu'en 552 qu'il reçoit les premiers œufs de vers à soie que deux moines nestoriens auraient ramenés d'Asie centrale, cachés dans leurs cannes de bambou. Sous leur protection, les œufs deviennent des vers avant qu’ils n’obtiennent des cocons. L’Église de Byzance et l’État créent alors des fabriques impériales visant à développer une industrie de la soie dans l'empire romain d'Orient en suivant des techniques sassanides. Ces « gynécées » jouissent d'un monopole de droit sur les étoffes, mais l'empire continue à importer de la soie d'autres grandes cités de la Méditerranée. La grandeur des techniques byzantines réside moins dans les procédés employés que dans la perfection dans l'exécution et dans la décoration. Les techniques de tissage ont été empruntées à l'Égypte. Le métier à semple paraît faire son apparition, sous une forme encore schématique, au Ve siècle.
Les Chinois perdent leur monopole sur les textiles les moins évolués, mais conservent une avance importante dans la confection de tissus de grande qualité qui continuent à affluer à travers l’Asie par les routes de la soie.
À la même époque, les Perses maîtrisent eux aussi la fabrication de la soie. Envahis par les Arabes au VIIe siècle, ils leur transmettent leur secret qui s'étend alors avec l'Islam en Afrique et sur quelques autres rives de la Méditerranée, comme en Espagne ou en Sicile, sans que ne s'y développe une très importante industrie.
Entre le IXe et le XIe siècle, un des premiers centres à introduire la production de soie en Italie fut Catanzaro, en Calabre, qui à cette époque était sous la domination byzantine. La soie de Catanzaro approvisionnait presque toute l'Europe et était vendue dans des grandes foires aux marchands espagnols, vénitiens, génois, florentins et hollandais. Catanzaro devint la capitale européenne de la dentelle avec une grande installation d'élevage de vers à soie qui produisait toutes les dentelles et les linges utilisés au Vatican. La ville était célèbre pour sa fine fabrication de soies, de velours, de damas et de brocarts. Dans cette période, la Calabre seule produisait plus de soie que tout le reste de l'Italie,.

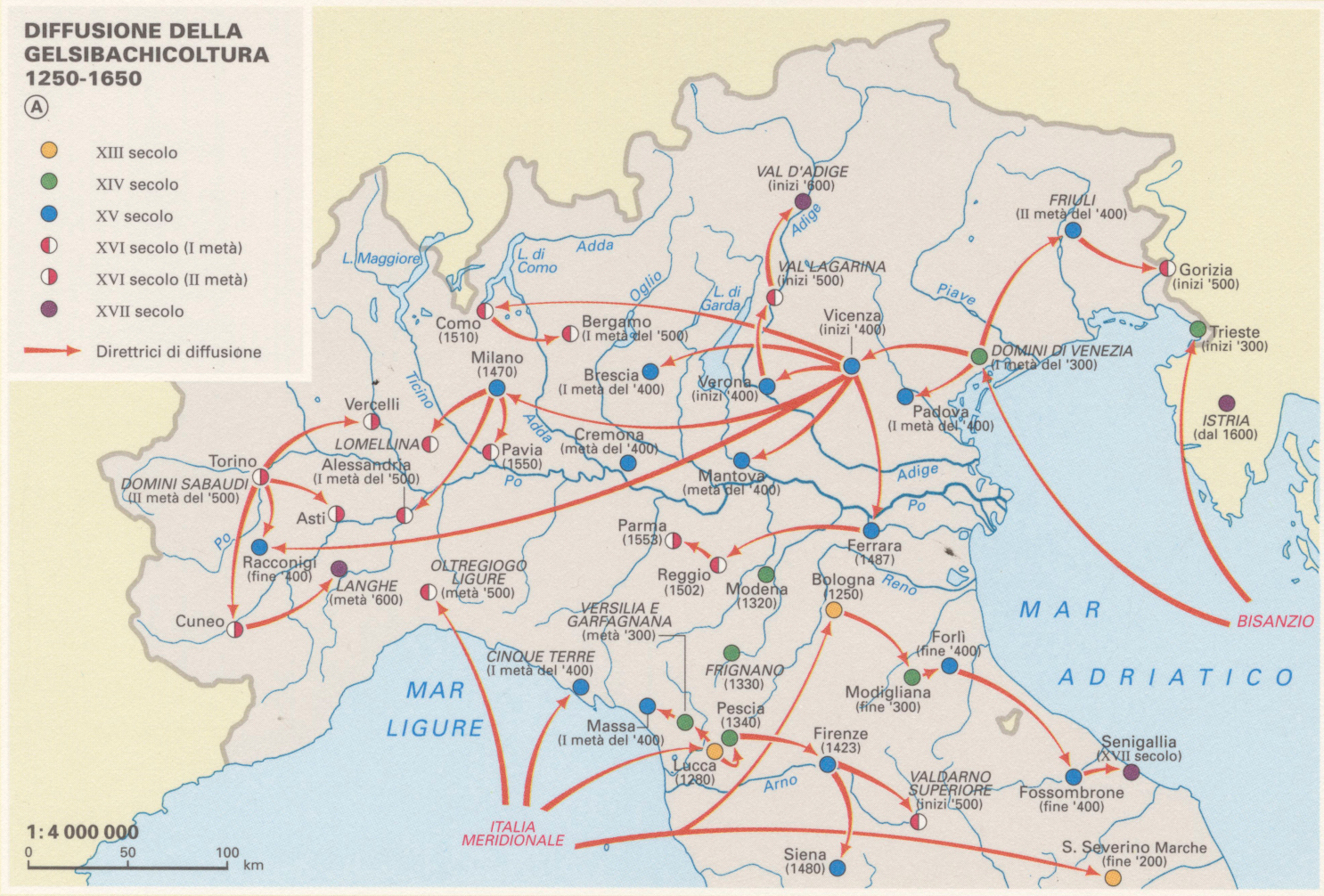
Production de soie en Italie du Nord du XIIIe au XVIIe siècle

Bien plus tard, et à la suite des croisades, la technique de production commence à s'étendre à travers l'Europe occidentale.
En 1147, tandis que l’empereur Manuel Ier Comnène est accaparé par la deuxième croisade, le roi normand Roger II de Sicile attaque Corinthe et Thèbes, deux importants centres byzantins de production de la soie, les met à sac et déporte leurs ouvriers à Palerme et en Calabre, donnant essor à l’industrie normande de la soie.
La prise de Constantinople par les Croisés en 1204 entraîne le déclin de la cité impériale et de ses manufactures et à partir du XIIIe siècle, l'Italie développe une production domestique après avoir fait venir environ 2 000 tisserands qualifiés de Constantinople, tandis que quelques artisans s'installent à Avignon pour fournir les papes.
L’épanouissement soudain de l’industrie de la soie à Lucques, à partir des XIe et XIIe siècles, est due à l’installation de tisserands et de teinturiers juifs et grecs de Sicile ou des villes voisines de l’Italie du sud. L'importation de modèles chinois déclinant fortement avec la perte des comptoirs italiens en Orient, une industrie de tissage s'organise, afin de satisfaire les besoins en produits luxueux de la riche et puissante bourgeoisie. Dépassant dans leur élan le marché intérieur, les villes de Lucques, Gênes, Venise et Florence exportent bientôt vers l'Europe entière. En 1472, il existe à Florence 84 ateliers de tissage de soie et au moins 7 000 métiers.

### Des influences réciproques
La soie, qui fit la réputation de la technique textile chinoise était obtenue dans toute la région eurasienne, à partir de lépidoptères variés, sauvages ou élevés. Sans doute les Chinois commencèrent-ils les premiers à faire des tissus de soie dans la mesure où ils possédaient le meilleur insecte producteur, le Bombyx Mori.
La littérature chinoise cite une machine à dévider la soie en 1090. Les cocons étaient placés dans un bain d’eau chaude ; la soie sortait par de petits anneaux de guidage et était disposée sur une grande bobine, de façon régulière, grâce à un mouvement de va-et-vient.

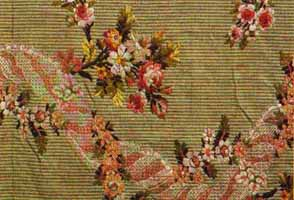
Brocart de soie français - Lyon 1760-1770.

Nous sommes mal renseignés sur les techniques de la filature en Chine. Le rouet, vraisemblablement mû à la main, aurait été connu au début de l’ère chrétienne. La première représentation figurée connue date de 1210. De même, il existe une représentation d’une machine à filer la soie mue par une roue hydraulique datant de 1313.
Les métiers à tisser nous sont mieux connus. L’album d’agriculture et de tissage, rédigé vers 1210, fournit images et descriptions, surtout pour la soie. La supériorité des métiers à tisser chinois a été souvent évoquée. On en connaît deux types laissant libres les bras de l’ouvrier : le métier à traction peut-être d’origine chinoise et européenne ; le métier à pédalier est, lui, attribué aux Chinois. On en voit des représentations sur les manuscrits des XIIe et XIIIe siècles. À les examiner de près, ils offrent des similitudes avec les métiers européens des mêmes époques. On sait que dès l’époque Jin, il existait des tissus de soie damassés et qu’au IIe siècle av. J.-C., des métiers à quatre lices et davantage permettaient la réalisation de brocarts de soie.
Il faudrait comparer les tissus égyptiens, eux aussi de très haute qualité, les tissus byzantins, issus eux-mêmes des techniques égyptiennes, et proposer des chronologies rigoureuses pour déterminer le sens de certains apports qui ont pu être réciproques. Finalement, cela permettrait de poser la question rarement soulevée des emprunts de la Chine aux techniques du monde occidental.

### La soie dans le monde médiéval

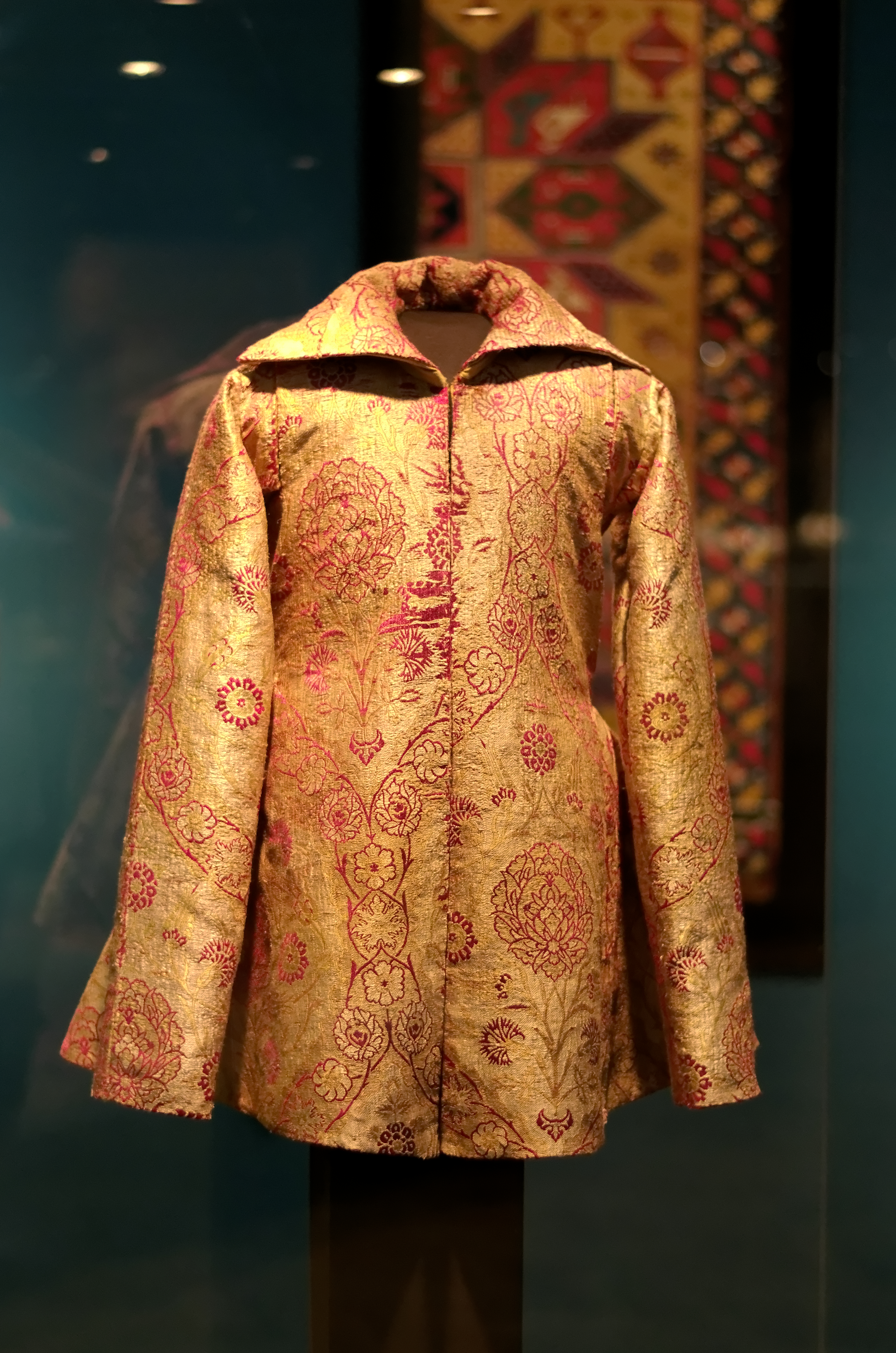
Manteau de soie ottoman, seconde moitié du XVI, Hongrie.

#### Une matière première plus abondante
Le haut Moyen Âge avait continué à pratiquer les techniques antiques du textile sans grands changements, ni dans les matières employées, ni dans les outils utilisés. Il semble que, bien timidement, entre le Xe et le XIIe siècle se soient produites certaines mutations. Les transformations du XIIIe siècle sont plus larges et plus profondes. Des textiles nouveaux apparaissent assez tôt : le coton et le chanvre, avec des techniques particulières de préparation, la soie, article d’importation.
Connue sous l’Empire romain, la soie demeurait un textile rare et cher. Les magnaneries byzantines de Grèce et de Syrie (VIe au VIIIe siècle), celles de Calabre et celles des Arabes de Sicile et d’Espagne (VIIIe au Xe siècle) fournirent une matière première plus abondante.

#### Des évolutions techniques

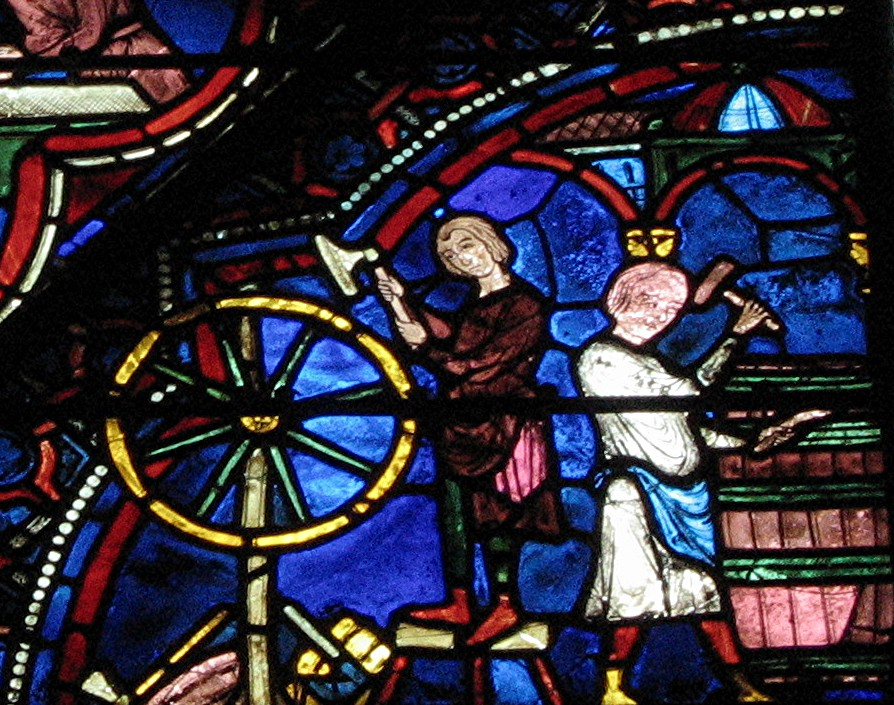
Un vitrail de la cathédrale de Chartres.

Le XIIIe siècle ajoute à une technique déjà en évolution des mutations considérables, si considérables que l’on est en droit de se demander si, comme en Angleterre au XVIIIe siècle, l’industrie textile n’a pas joué un rôle moteur dans le progrès technique. Dans ce contexte, le travail de la soie occupa une place particulière.
Il existe déjà, au début du XIIIe siècle, une forme primitive du moulinage du fil de soie. En 1221, le dictionnaire de Jean de Garlande, en 1226, le Livre des métiers d’Étienne Boileau énumèrent plusieurs sortes d’instruments qui doivent être des machines à retordre. Il semblerait qu’à Bologne, on assiste au passage à des instruments plus perfectionnés (entre 1270 et 1280). Dès le début du XIVe siècle à Lucques, de nombreux documents font allusion à des appareils complexes en usage.
Le dévidoir, dérivé de l’industrie de la soie, se fait jour sous des formes multiples. Le rouet à caneter se répand : sa première représentation figure sur un vitrail de Chartres. L’ourdissoir à dents remplace l’ourdissoir au mur, allant de pair avec le rouet à bobiner dont des représentations figurent sur le vitrail de Chartres et la fresque de la Kunkelhaus de Cologne (vers 1300). Il est possible que cet ourdissoir à dents soit aussi venu de l’industrie de la soie : il uniformisait l’ourdissage et augmentait la longueur ourdie.
Dès la fin du XIVe siècle, sans doute à cause de la grande crise du milieu de ce siècle, on s'orienta vers des techniques moins coûteuses, utilisant techniques et machines que les règlements antérieurs prohibaient généralement (utilisation de la laine de plus basse qualité, ensimage, cardage, rouet, métiers à plusieurs piés…).
En 1470, le premier métier à tisser à petite tire venu d’Italie, précisément de la Calabre, où la sériculture était déjà développée depuis l'époque de l'Empire Byzantin, pénètre en France. D’abord à Tours, il est installé quelques années plus tard à Lyon. Ce métier était nommé le métier à boutons, car les cordes de rame se terminaient par des boutons ou des manettes. Il fut inventé par Jean Le Calabrais, qui supprime les tireurs de lacs en ramenant les cordes plus proches du tisseur. Du point de vue techniques, on assista à l'expansion des filatures hydrauliques.

### La production française

Production de cocons frais en France.

Les tissus italiens sont extrêmement coûteux, autant en raison de la matière première que des coûts de fabrication. Les artisans italiens s’avéreront incapables de s'adapter aux nouvelles exigences de la mode française, qui réclame des étoffes plus légères et moins chères, essentiellement destinées aux vêtements, de sorte que la production passera progressivement aux mains de leurs voisins. Cependant, les soieries italiennes resteront longtemps parmi les plus prisées, notamment pour l'ameublement et les tentures.
À l'instar des riches cités-états d’Italie (Venise, Florence, Lucques) qui sont devenues le centre du commerce de tissus précieux à travers l'Europe, la ville de Lyon obtient une fonction similaire à l’échelle de la France.
En 1466, le roi Louis XI décide de développer une production nationale à Lyon, mais, face aux protestations des Lyonnais, il déplace finalement la fabrication à Tours. Celle-ci reste relativement marginale. L'objectif était à l'époque de réduire un commerce avec l'Italie qui causait chaque année l'exportation de 400 000 à 500 000 écus d'or. C’est sous François Ier, vers 1535, qu’est accordée une charte à deux commerçants, Étienne Turquet et Barthélemy Naris, pour développer la soierie à Lyon. En 1540, le roi accorde le monopole de la production de soie à la ville de Lyon. Dès le XVIe siècle, la ville devient la capitale européenne de la soie, produisant notamment des « façonnés » réputés.

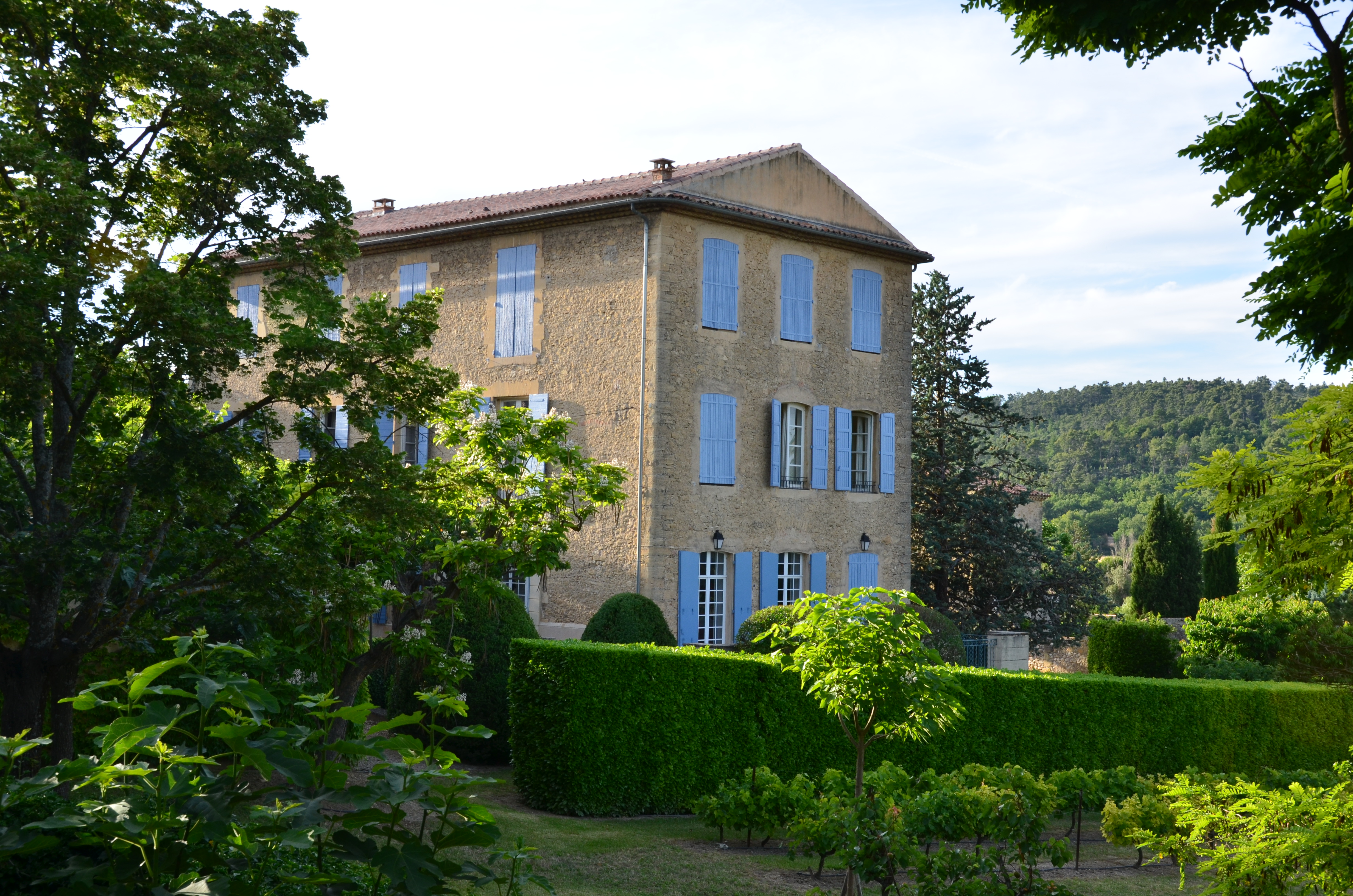
Une ancienne magnanerie en Luberon.

À la fin du XVIe siècle, le protestant Olivier de Serres lance sa ferme modèle en Ardèche, le Domaine du Pradel où il introduira la culture du mûrier pour la matière première, et obtiendra à la fin du siècle d'Henri IV un développement à grande échelle de cette culture avec la plantation de 4 millions de mûriers en Ardèche, Dauphiné et Cévennes. La culture des mûriers est également développée dès 1564 dans le Languedoc et en Provence par François Traucat. La production de la soie fut l'un des rares points qui opposa Henri IV et son ministre des finances Sully. Ennemi du luxe et de la Cour, ce dernier proposait la publication d’édits somptuaires interdisant le port des textiles de luxe. À l'époque, Barthélemy de Laffemas, conseiller économique auprès du Roi, avait calculé que l'achat à l'étranger des étoffes de soie coûtait annuellement six millions d'écus à la France. En 1602, une décision royale demande à chaque paroisse du pays de posséder une pépinière de mûriers et une magnanerie pour la fabrication de la soie. À Paris, la manufacture des Gobelins est créée et au Bois de Boulogne une magnanerie est construite, entourée de 15 000 mûriers. Le roi Henri IV fait aussi planter des milliers de mûriers dans le jardin des Tuileries.
Au sud du département de la Loire, à proximité de Pélussin, la technologie des moulins à soie bolonais est importée par Pierre Benay puis ses trois fils. La famille Benay, protégée des persécutions par le seigneur protestant Jean de Fay, sous le mandat d'Henry III, assurera un approvisionnement abondant et bon marché aux tisserands lyonnais, ce qui permettra de les gagner à la soie.
Prenant de l’assurance, la production de Lyon va peu à peu abandonner les origines orientales pour développer un style propre et coloré mettant en particulier en avant des paysages. Des milliers d’ouvriers, les Canuts, se consacrent à cette industrie florissante. Au milieu du XVIIe siècle, plus de 14 000 métiers sont utilisés dans la ville et nourrissent environ un tiers de la population.

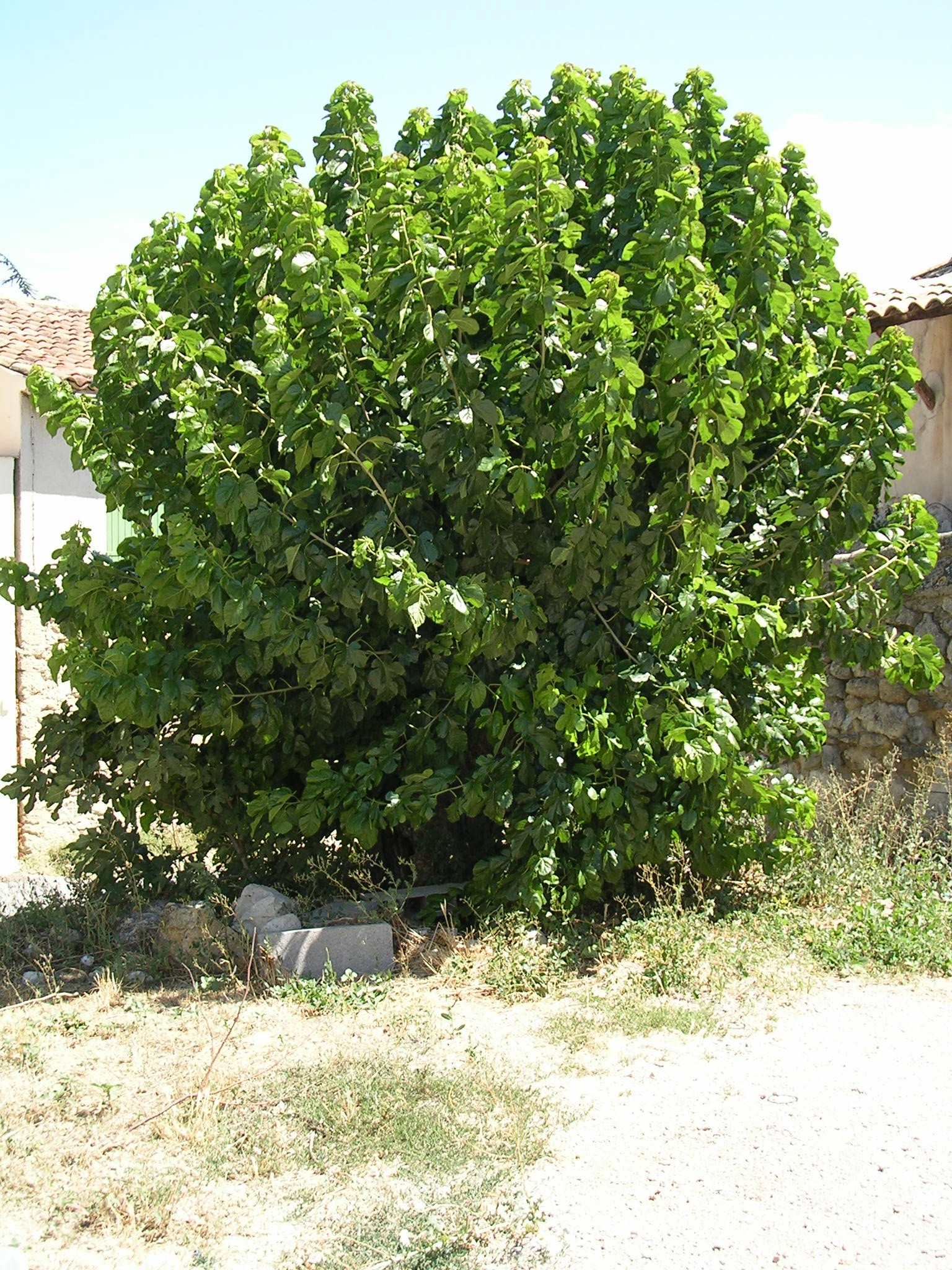
Un vieux mûrier en Provence.

En 1666 Jean Hindret fonda de la manufacture du château de Madrid à Neuilly-sur-Seine pour le tissage des bas de soie et introduisit en France le métier à tricoter les bas de William Lee. Trois ans plus tard, le conseil municipal de Lyon autorisa le retour en France d'un membre de la famille Benay, pour mécaniser le vidage des cocons, grâce aux « moulins du Piémont ».
Conscient que la sériciculture dans sa région demeurait fragile en raison des maladies du ver à soie, le Monpelliérain Bon de Saint Hilaire eut l'idée en 1709 de développer l'exploitation de la soie d'araignée. Le savant Réaumur montra cependant que cette exploitation était non rentable.
La sériciculture connut un large essor en Provence et dans les Cévennes au XVIIIe et au XIXe siècle et perdura jusqu'à la Première Guerre mondiale. Avec Viens, La Bastide-des-Jourdans fut l'une des communes du Luberon qui en tira le plus de bénéfices grâce à des plantations de mûriers aujourd'hui disparues. Le travail à domicile, les opérations de filage et de traitement de la soie occupèrent de nombreuses personnes et offrirent un revenu d'appoint aux paysans.

### Vers d'autres pays
L'Angleterre d'Henry IV tente elle aussi de développer une industrie de la soie mais n’y parvient pas avant que Louis XIV ne révoque en France l'édit de Nantes (1685) et précipite l'émigration de nombre de tisserands huguenots qualifiés vers l'Angleterre. Certaines villes comme Spitalfields connurent d'excellents ateliers de soieries différents des productions continentales essentiellement par leurs couleurs. Pourtant le climat britannique resta un obstacle à l'essor global de cette industrie.
Plusieurs tentatives visèrent à implanter la sériciculture dans les colonies américaines, dès 1619 sous le règne de James I d'Angleterre. Toutefois la production ne devint jamais significative. De même, la soie est introduite dans de nombreux pays, et même au Mexique par Cortés dès 1522, mais ne parvient que rarement à susciter l'expansion d'une industrie florissante.[réf. nécessaire]

## L'histoire de la soie vue par les encyclopédistes desLumières
Au XVIIIe siècle, alors que l’élevage du ver à soie et la fabrication du tissu se sont largement développés en France, les encyclopédistes des Lumières nous proposent un article exhaustif sur la soie. L’article « soie » de l’Encyclopédie de Diderot et d’Alembert débute par une courte histoire de la soie, avant d’en décrire toutes les pratiques et techniques. Centré principalement sur la diffusion du tissu en Europe, ce texte nous renseigne sur les connaissances, parfois fausses, de l’époque.
Début de l'article « soie » dans l'Encyclopédie de Diderot et d'Alembert

« Les anciens ne connaissaient guère les usages de la soie, ni la manière de la travailler : ils la regardaient comme l'ouvrage d'une sorte d'araignée ou escargot, qui la tirait de ses entrailles, et l'entortillait autour des petites branches des arbres. Ils appelaient cet insecte ser de Seres, nom d'un peuple de Scythie qui le conservait : c'est de-là que la soie même est appelée sericum. Mais le ser a bien peu de ressemblance avec notre bombyx ou ver à soie ; le premier vit cinq années ; mais le dernier meurt tous les ans, après s'être enveloppé dans une coque ou boule jaunâtre, qui, composée de petits fils attachés en rond, fait ce que nous appelons la soie.

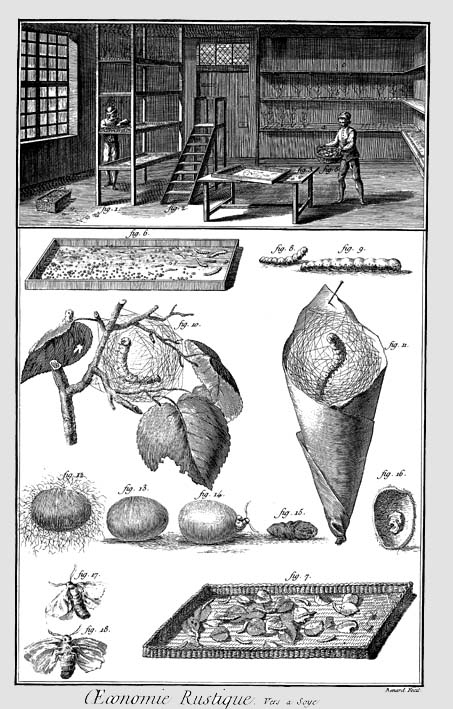
Une planche de l'Encyclopédie de Diderot et d'Alembert présentant les différentes étapes de la sériciculture.

Cet entêtement fut cause que la soie fut une marchandise bien rare chez eux pendant plusieurs siècles. On l'achetait même au poids de l'or ; de sorte que Vopisque rapporte que l'empereur Aurélien refusa à l'impératrice son épouse une robe de soie qu'elle lui demandait avec beaucoup d'instance, par la raison qu'elle coûterait trop. Dans la suite, deux moines arrivant des Indes à Constantinople en 555, apportèrent avec eux une grande quantité de vers à soie, avec les instructions nécessaires pour faire éclore les œufs, élever et nourrir les vers, pour en tirer la soie, la filer et la travailler : après quoi on établit pour cela des manufactures à Athènes, à Thèbes et à Corinthe.
Environ l'an 1130 Roger roi de Sicile établit une manufacture de soie à Palerme et une autre en Calabre, qui furent dirigées par des ouvriers qui faisaient partie du butin qu'il avait remporté d'Athènes, Corinthe, &c. dont ce prince avait fait la conquête dans son expédition de la Terre-sainte. Insensiblement, ajoute Mézeray, le reste de l'Italie et de l'Espagne apprit des Siciliens et des Calabrais la manière de gouverner les vers à soie et de travailler la soie : et à la longue, les Français par droit de voisinage, commencèrent à les imiter un peu avant le règne de François premier.
Les grands avantages qui revenaient de ces nouvelles manufactures donnèrent envie à Jacques I. roi d'Angleterre de les introduire dans son royaume : il recommanda plusieurs fois du haut de son trône, et engagea ses sujets, dans des termes bien pressants, à planter des mûriers, et pour la nourriture des vers à soie : mais malheureusement cela ne réussit pas. Cependant il paraît par beaucoup d'expériences qu'on trouve dans les Transactions philosophiques et ailleurs, que le ver à soie profite et travaille aussi bien à tous égards dans l'Angleterre, qu'en tout autre endroit de l'Europe. »

— « Soie », Encyclopédie ou dictionnaire raisonné des sciences, des arts et des métiers

## La soie depuis la révolution industrielle

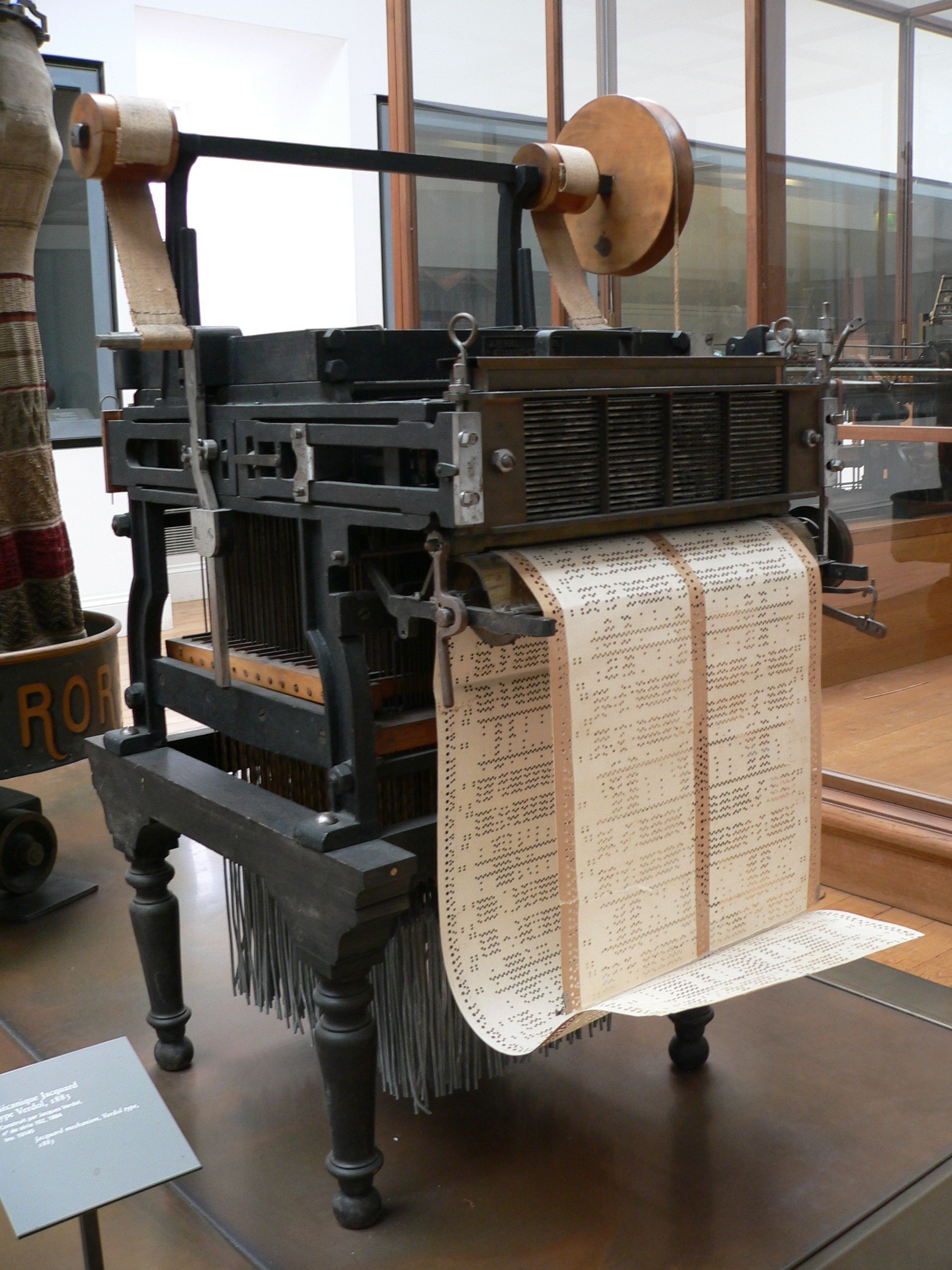
Un métier à tisser Jacquard.

### Les débuts de la révolution industrielle
Les débuts de la révolution industrielle sont marqués par l’essor de l’industrie textile qui connaît des progrès remarquables, notamment l’industrie cotonnière en Grande-Bretagne. À cette époque, il existe souvent des distorsions entre les divers stades de la fabrication et qui poussèrent à des innovations complémentaires. Par exemple la filature avait progressé plus vite que le tissage.
L’industrie de la soie ne profite pas des grandes innovations dans le filage, car la soie est naturellement un fil. La fabrication de brocarts de soie, d'or et d'argent est une opération longue et délicate, chaque coloris du motif doit être introduit par sa propre navette. Aux XVIIe et XVIIIe siècles, les tentatives de simplification et de rationalisation de la fabrication se succèdent. Pour la soie apparaît la machine à cartes perforées de Bouchon et Falcon  et qui fut perfectionnée par Jacques de Vaucanson en 1775. Plus tard, Joseph-Marie Jacquard fit la synthèse des métiers de Falcon et Vaucanson : il introduisit le déroulement mécanique du chapelet de rectangles de carton qu'avait imaginé, près d'un siècle avant, Falcon. Ainsi, à partir de 1801, le travail du tissage des étoffes brodées devient mécanisé. Le mécanisme de sa machine va jusqu’à automatiser la réalisation des dessins grâce à des cartes perforées.
L’invention est dénoncée par les travailleurs qui l'accusent de provoquer le chômage, mais finit par s’imposer après les améliorations apportées par Jean-Antoine Breton entre 1806 et 1817. En 1834, on compte 2 885 métiers à tisser de ce type dans la ville de Lyon. En 1831, la révolte des Canuts préfigure les grands mouvements ouvriers de la révolution industrielle. Les Canuts occupent rapidement la ville qui ne fut reprise qu’avec une répression sanglante par l’Armée, conduite par le maréchal Soult. Une seconde révolte conduisit à un échec similaire en 1834.

### Le déclin de la soie européenne
Aux maladies déjà connues du ver à soie (la grasserie causée par un virus, la flacherie causée par plusieurs virus et bactéries ou encore la muscardine due à un champignon) s'ajoute en 1845 une maladie (nouvelle, au moins en Europe), la pébrine, causée par une microsporidie, « Nosema bombycis ». L’épidémie prend de l’ampleur et en 1865, le chimiste Jean-Baptiste Dumas, sénateur et ancien ministre de l'agriculture, confie à Louis Pasteur le soin d'étudier l'épidémie. Pasteur fait adopter un procédé pratique qui vient à bout de la pébrine.
Toutefois, la persistance de la flacherie, le prix élevé des cocons et la diminution de l’importance de la soie dans l'habit bourgeois du XIXe siècle entraînent le déclin de l’industrie de la soie en Europe. L’ouverture du Canal de Suez en 1869 et la pénurie de la production de soie en France, réduisent en Europe le prix de l'importation de la soie venue d'Asie, en particulier de Chine et du Japon qui entame son industrialisation.
Dans les années 1880, le missionnaire jésuite Paul Camboué s'appuie sur les études de Vinson sur la Néphile dorée pour créer à Madagascar une machine permettant de récolter de grandes quantités de fil produits par cette araignée, mais l'exploitation de la soie d'araignée se révèle à nouveau non rentable.
À partir de la Grande Dépression (1873-1896) la production lyonnaise s'industrialise totalement et les métiers à bras tendent à disparaître. Finalement au XIXe siècle les progrès déterminants de l'industrie textile viendront de la chimie notamment dans le domaine de la teinture : synthèse de l'aniline pour l'élaboration de la mauvéine, de la quinine pour l'indigo. En 1884, le comte Hilaire de Chardonnet invente la soie artificielle et construit en 1891 une usine affectée à la production de soie artificielle, meilleur marché, qui remplace en partie la soie naturelle.

### La soie aujourd'hui

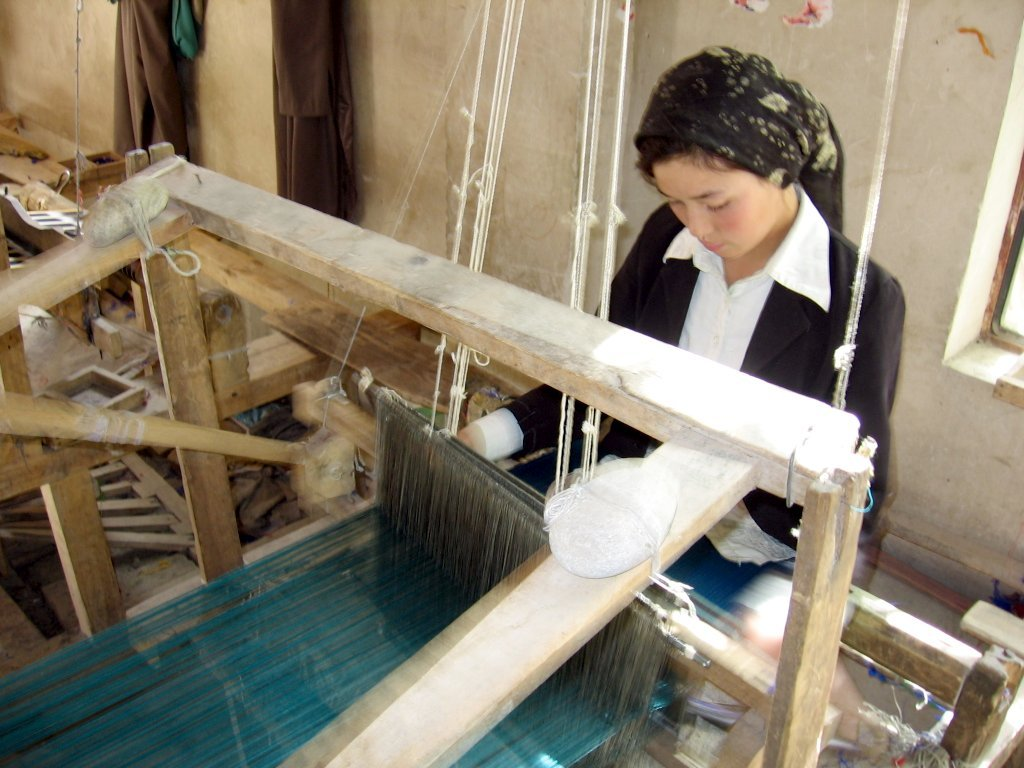
Fabrique de soie à Khotan aujourd'hui.

À la suite de la crise en Europe, la modernisation de la sériciculture au Japon fait de ce pays le principal producteur mondial. L’Italie parvient à se remettre de la crise, ce qui n'est pas le cas de la France. Les pays d’Asie, jadis exportateurs de matières premières (cocons et soie grège) deviennent progressivement producteurs de produits finis.
Depuis la Seconde Guerre mondiale, des fibres chimiques comme le nylon ont encore réduit l’usage de la soie dans le monde, mais la soie reste pour l’habillement un produit de luxe très prisé. Avec sa récente ouverture économique, la Chine en est devenue le principal producteur mondial. En 1996, elle produisait 58 000 tonnes (la production mondiale atteignant 81 000 tonnes), suivie par l’Inde (12 384 tonnes), la production japonaise étant devenue marginale (2 579 tonnes). Entre 1995 et 1997, la production chinoise s’est réduite de 40 % dans l’objectif de faire remonter les prix, suscitant depuis des menaces de pénurie.
La demande mondiale de soie durant les années 1990 reste timide à l’exception de quelques marchés comme l’Inde et la Grande-Bretagne. L’image du produit a souffert des tissus en soie bas de gamme diffusés à travers le monde, avant de s'améliorer progressivement. Pour autant, l’économie de la soie reste largement dépendante de quelques grands pays consommateurs comme l’Inde et le Japon.